# Partito Social Democratico (Regno Unito)
Il Partito Socialdemocratico (in inglese Social Democratic Party, SDP) è stato un partito politico britannico, nato nel 1981 da una scissione del Partito Laburista dall'iniziativa di quattro suoi membri: Roy Jenkins, David Owen, Bill Rodgers e Shirley Williams.

## Storia
Alle elezioni generali del 1983 e del 1987, il Partito Socialdemocratico, assieme al Partito Liberale, ha costituito la SDP-Liberal Alliance e, nel 1988, è confluito nei Liberal Democratici.

## Ideologia
L'SDP si presentava come un partito di centrosinistra ispirato alla socialdemocrazia, ma con un indirizzamento moderato e liberale che lo portò poi a confluire appunto nei Lib Dems.

## Struttura

### Leader
| # | # | Immagine | Leader (Nascita–Morte)       | Collegio                  | Inizio mandato | Fine mandato   |
| - | - | -------- | ---------------------------- | ------------------------- | -------------- | -------------- |
| 1 |   |          | Roy Jenkins (1920–2003)      | Glasgow Hillhead dal 1982 | 7 luglio 1982  | 13 giugno 1983 |
| 2 |   |          | David Owen (1938)            | Plymouth Devonport        | 13 giugno 1983 | 6 agosto 1987  |
| 3 |   |          | Robert Maclennan (1936–2020) | Caithness and Sutherland  | 29 agosto 1987 | 3 marzo 1988   |

### Presidenti
| # | # | Immagine | Presidente (Nascita–Morte)   | Inizio mandato | Fine mandato   |
| - | - | -------- | ---------------------------- | -------------- | -------------- |
| 1 |   |          | Shirley Williams (1930–2021) | 7 luglio 1982  | 29 agosto 1987 |
| 2 |   |          | John Cartwright (1933–2024)  | 29 agosto 1987 | 16 luglio 1988 |